# Reino de Shu
Shu (em chinês: 蜀; romaniz.: Šu) ou Shu Han (em chinês: 蜀漢 (chinês clássico) ou 蜀汉 (simplificado); romaniz.: Šu Han) era um dos Três Reinos que competiam pelo controle da China após a queda do Império Hã Oriental. Foi fundado em 221 por Liu Bei (r. 221–223). Seu segundo e último imperador foi Liu Shan (r. 223–263), que reinou até a conquista do país por Cao Wei em 263/4.